# Лазарев Сергій В'ячеславович
Сергі́й В'ячесла́вович Ла́зарев (нар. 1 квітня 1983, Москва, Московська область, РРФСР ) — російський співак і актор озвучування, колишній соліст гурту «Smash!!», актор театру, кіноактор.
Підтримує путінський режим та війну Росії проти України.
З 7 січня 2023 року перебуває під санкціями РНБО за антиукраїнську діяльність.

## Біографія
Сергій В'ячеславович Лазарев народився 1 квітня 1983 року в Москві. З 4 років займався спортивною гімнастикою, беручи участь і перемагаючи у змаганнях. Батьки В'ячеслав Юрійович і Валентина Вікторівна Лазарєви розлучилися, коли він був іще маленьким, і Сергія з братом Павлом виховувала мати Валентина Вікторівна Лазарева. Любов до музики, мрія про велику сцену та травми виявилися сильнішими, й Сергій поступово пішов зі спорту й продовжив заняття в різних дитячих ансамблях. З 9 до 11 років Сергій співав у ансамблі ім. В. С. Локтєва разом із братом Павлом. У цей же час він грав у театрі Бориса Покровського. 1995 року Сергій став одним із учасників дитячого ансамблю рос. «Непоседы». У складі «Непосед» Сергій брав участь у відомих телевізійних програмах і фестивалях. Того ж року він знявся в телевізійному гумористичному журналі «Єралаш».

### Освіта
Закінчив (навчався з 5 класу) московську школу № 1061. У школі створили музей, присвячений йому. 1999 року Сергій став студентом театрального вишу — Школи-студії МХАТ, а 2003 закінчив його з відзнакою.

### Кар'єра
2001 року Сергій спільно зі своїм давнім колегою по «Непоседах», Владом Топаловим, став учасником музичного проєкту «Smash!!». Ідея зробити власний дуетний проєкт прийшла до хлопців іще під час їх роботи в ансамблі «Непоседы». Задум перейшов у конкретне виконання тоді, коли мати Влада запропонувала хлопцям записати разом арію з мюзиклу «Notre-Dame De Paris» як подарунок татові на День народження.
На початку менеджментом дуету займався Саймон Нейпер-Белл, який у минулому був менеджером Wham!. У серпні 2002 року хлопці перемогли в конкурсі «Нова хвиля» 2002 в Юрмалі. Перший кліп дуету на пісню «Belle» протримався на верхніх рядках чартів MTV протягом півроку. Незважаючи на величезну зайнятість у гурті, Сергій знайшов час, щоб зіграти у спектаклі «Ромео і Джульєтта» театру ім. О. С. Пушкіна, де йому дісталася головна чоловіча роль.
У лютому вийшов довгоочікуваний дебютний альбом гурту «Freeway», який майже миттєво набув статусу золотого (продано понад мільйон ліцензованих копій). 2003 року до численних досягнень Сергія додалася роль Альоші Карамазова у спектаклі «Декілька днів із життя Альоші Карамазова» (рос. «Несколько дней из жизни Алёши Карамазова») у МХАТі ім. А. П. Чехова.
1 грудня 2004 року вийшов другий і останній альбом гурту «Smash!!», «2nite», а вже наприкінці року Сергій залишив гурт і розпочав сольну кар'єру. Співак підписав контракт зі звукозаписувальною компанією «Стиль Рекордс», і сам зайнявся пошуком і записом матеріалу. Він також повернувся до рідного Пушкінського театру для участі у спектаклі «Позичте тенора!» (рос. «Одолжите тенора!»).

### Початок сольної кар'єри
1 грудня 2005 року вийшов дебютний альбом Сергія, що отримав назву «Не будь фальшивкою» (англ. «Don't Be Fake»). До його складу ввійшли 12 композицій, записаних у Лондоні, 8 із них Сергій записав у співробітництві з продюсером світової величини Брайаном Роулінґом, відомим роботою з такими виконавцями як Селін Діон, Енріке Іглесіас, Крейґ Девід, Роб Томас, Брітні Спірс. З початку 2006 року в ефірі російських радіостанцій з'явилася перша російськомовна композиція Лазарєва — балада «Навіть якщо ти підеш» (рос. «Даже если ты уйдешь»).
Наприкінці 2005 року експертна рада престижної театральної премії «Чайка» відзначила гру Сергія двома статуетками — у номінаціях «Прорив року» та «Найкраща сцена кохання». Нещодавно талант Сергія визнав і Олег Табаков — Лазарєв отримав премію фонду метра за «Талановитий сплав мистецтва комедійного характерного артиста з музичним даруванням» у спектаклі «Позичте тенора!» (рос. «Одолжите тенора!»).
У червні 2006 року отримав премію «Кришталева Турандот» (рос. «Хрустальная Турандот») у номінації «Найкращий акторський дебют 2005—2006».
2006 року Сергій отримав премію телеканалу MTV Russia Music Awards в номінації «Найкращий виконавець».
У травні 2007 року вийшов другий альбом Сергія Лазарева під назвою «TV Show», на п'ять пісень із якого вже відзнято відеокліпи. Сергій записав російськомовну версію балади «Майже перепрошую» (англ. «Almost sorry»), що отримала назву «Навіщо вигадали кохання» (рос. «Зачем придумали любовь»). Прикметно, що російський текст пісні за задумом самого Сергія не є перекладом оригінального тексту. Того ж року він узяв участь у конкурсі Нова хвиля 2007, де заспівав пісню Майкла Джексона Earth Song.
2007 року став переможцем першого сезону телевізійного конкурсу «Цирк із зірками» (рос. «Цирк со звёздами»).
Виконав головну роль у новорічному телевізійному шоу 2008 року на Першому каналі.
Також брав участь у проєкті «Танці на льоду» (рос. «Танцы на льду»), де посів друге місце.
Активно займався записом свого третього сольного альбому, і знову в Англії. Там же він вирішив приділити увагу своєму знанню англійської мови, вивчаючи різноманітні словники й підручники та спілкуючись зі своїми іноземними музикантами.
Сергій узяв участь в озвучуванні фільмів «Класний мюзикл» (англ. «High School Musical»), «Класний мюзикл: Канікули» (англ. «High School Musical 2»), «Класний мюзикл: Випускний» (англ. «High School Musical 3»).
У березні 2010 року Сергій Лазарєв уклав контракт із музичною компанією Sony Music Entertainment. 31 березня того ж року відбувся реліз нового альбому Сергія Лазарева, Electric Touch. Альбом отримав статус золотого у червні 2011 року.
У липні Сергій і Ані Лорак записали спільну пісню для Нової хвилі 2010 «Коли ти скажеш мені, що кохаєш мене» (англ. «When You Tell Me That You Love Me»).

## Євробачення 2016

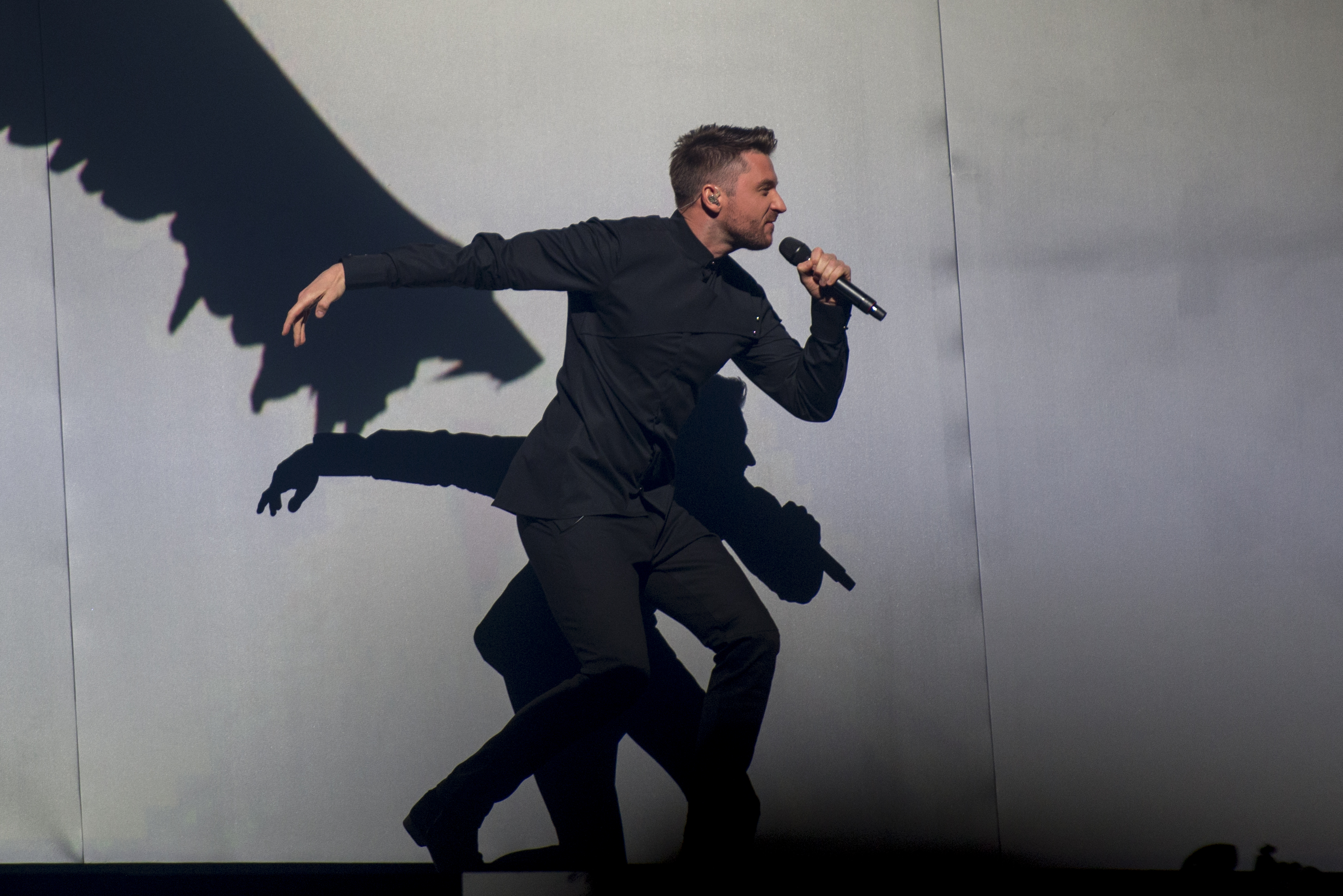
Лазарев на Євробаченні 2016

У грудні 2015 Сергій Лазарєв був обраний ВДТРК як представник Росії на Євробачення 2016. Співак представив для конкурсу пісню «You Are the Only One» (автори музики Дімітріс Контопулос і Філіп Кіркоров, автори тексту Джон Баллард і Ральф Чарлі). У фінальному конкурсі 14 травня 2016 року Сергій Лазарев посів третє місце.

## Телевізійна кар'єра
Наприкінці 2008 року він вів програму «World Music Chart 2008» на MTV.
29 вересня 2010 року Сергій Лазарєв узяв участь у програмі КВК, разом із Ганною Семенович.
Вів такі конкурси та фестивалі:
- Пісня року
- Нова хвиля

Навесні 2011 року Сергій став ведучим танцювального проєкту українського телеканалу «Інтер» «Майданс» разом із Тіною Кароль і гуртом «Алібі»

## Фільмографія пісень
У серіалі «Татусеві доньки» часто лунає пісня англ. «TV or Radio» (укр. Телебачення чи Радіо). Окрім того, Лазарєв був кумиром героїні Марії. Її грала акторка Мирослава Карпович. Також у серіалі лунали пісні: «Almost Sorry», «Girlfriend» і «Lost Without Your Love».
У скетч-шоу «Наша Russia» виконується пісня «Everytime».
У скетч-шоу «Нумо, браття!» виконується пісня «Lazerboy».
У програмі «Гарні жарти» виконувалися багато пісень Сергія: «Даже если ты уйдёшь», «Вспоминай», «Найди меня», а також інші пісні.
У серіалі «Хто в домі господар?» виконується пісня Лазарєва «I'm Gone»
У фільмі «Краса вимагає» виконується пісня «Мечты навстречу…»
Пісня «Instantly» — саундтрек до фільму «Хроніки Нарнії: Підкорювач Світанку»
Пісня «There's A Place For Us» — саундтрек до фільму «Хроніки Нарнії: Підкорювач Світанку» у російській версії фільму.
У Comedy Woman виконував пісню закоханого Ромео.
У мюзиклі «Новорічні свати» виконав пісню «Instantly».
12 грудня 2012 року Павло Дуров на прохання самого Сергія вилучив усі пісні Сергія Лазарєва з сайту Вконтакті, залишивши лише відео та кліпи з зіркою. Причиною було те, що на сайт завантажують пісні Лазарєва без його згоди. Сам Дуров заявив, що дані треки вилучені через «Відсутність культурної цінності».

## Сім'я
- батько В'ячеслав Юрійович Лазарєв[8]
- вітчим Михайло Олександрович, чоловік матері[8]
- мати — Валентина Вікторівна Лазарєва (нар. 1957)[9] вчителька у школі[8]
- брат Павло Лазарєв (1978—2015)

Діти: Син — Микита (2014 р.н.)
Дочка — Анна (2018 р.н.)
За словами Сергія народжені від одної сурогатної матері

### Особисте життя
З 2008 року зустрічався з Лерою Кудрявцевою.
На премії МУЗ-ТВ 2011 заручився з нею. У 2012 Лазарев розлучився з Кудрявцевою.

## Громадянська позиція
Під час Євромайдану Сергій жив у центрі Києва і все бачив на власні очі, а не в інтерпретації російських ЗМІ. Після відвертого, але доволі стриманого інтерв'ю телеканалу «1+1», в якому співак заявив, що для нього Крим — не Росія, і що загальної радості, що Крим повернувся, він не поділяє, на нього почалося цькування в Росії. Один з російських депутатів назвав Лазарєва зрадником і розіслав листи до відомих продюсерів з вимогою не співпрацювати з артистом.
Після початку великої війни спочатку засудив вторгнення, але потім почав підтримувати путінізм. 30 квітня відбувся «патріотичний» концерт у Липецьку, на якому він мав виступити до заміни на Миколу Баскова. 6 червня 2022 р. в Instagram написав пропагандистський пост про історію дівчини з Ясинуватої, 8 років «бомбардування нацистського режиму Києва» та працю разом із колегами, волонтерами в так званій ДНР.. Знявся в кліпі «Встанем» Ярослава Дронова (Шамана), який після Російського вторгнення став пропагандистським.

## Альбоми
- 2003 — Freeway (у складі «Smash!!»)
- 2004 — 2nite (у складі «Smash!!»)
- 2005 — Don't be fake
- 2007 — TV Show
- 2010 — Electric Touch
- 2012 — Лазарев.
- 2017 — В эпицеNтре
- 2018 — The oNe
- 2019 — Это я
- 2019 — Я не боюсь

## Відеокліпи
- Don't be fake

1. Eye of the storm (2005)
2. Lost without your love (2005)
3. Fake (2006)

- TV Show

1. Shattered Dreams (2007)
2. Everytime/Вспоминай (2007)
3. TV or Radio (2007)
4. Girlfriend (2008)
5. Almost Sorry/Зачем придумали любовь (2008)

- Electric Touch

1. Lazerboy (feat. Тіматі) (2008)
2. Найди меня (2009)
3. Alarm (2010)
4. Instantly (2010)
5. Heartbeat (2011)

- Пісні, що не ввійшли до альбомів

1. Наш звёздный час (feat Ксенія Ларіна) (2007)

## Турне
- «Don't Be Fake Tour» (15 лютого 2006 — 1 липня 2007)
- «Life is like a TV Show tour» (1 жовтня 2007 — 13 грудня 2008)
- «LazerBoy show» (18 березня 2009 — 20 жовтня 2010)

## Сингли
| Рік  | Назва пісні                                          | Альбом         |
| ---- | ---------------------------------------------------- | -------------- |
| 2005 | «Eye of the Storm»                                   | Don't be fake  |
| 2005 | «Lost Without Your Love»                             | Don't be fake  |
| 2006 | «Just Because You Walk Away» («Даже если ты уйдёшь») | Don't be fake  |
| 2006 | «Fake»                                               | Don't be fake  |
| 2007 | «Shattered Dreams»                                   | TV Show        |
| 2007 | «Everytime» («Вспоминай»)                            | TV Show        |
| 2008 | «Girlfriend»                                         | TV Show        |
| 2008 | «Almost Sorry» («Зачем придумали любовь»)            | TV Show        |
| 2008 | «Lazerboy» (feat. Тіматі)                            | Electric Touch |
| 2009 | «Stereo»                                             | Electric Touch |
| 2009 | «Найди меня»                                         | Electric Touch |
| 2010 | «Alarm»                                              | Electric Touch |
| 2010 | «Feelin' High»                                       | Electric Touch |
| 2010 | «Instantly»                                          | Electric Touch |
| 2011 | «Heartbeat» («Биение сердца»)                        | Electric Touch |

## Фільмографія
1. 1995 — «Єралаш».
2. 2001 — Господар імперії
3. 2008 — Краса вимагає…
4. 2006 — 2008 — Клуб
5. 2009 — Найкращий фільм-2
6. 2010 — Свати

В усіх фільмах, серіалах і телепередачах був як запрошена зірка.

## Театральні роботи
Дипломна:
- «Декілька днів із життя Альоші Карамазова» — Альоша Карамазов.

Театр ім. Пушкіна:
- «Ромео і Джульєтта» — Ромео;
- «Позичте тенора» — Макс.

## Озвучування
- Шрек III (2007) — Артур
- Класний мюзикл (2006, російська версія 2008) — Трой Болтон
- Класний мюзикл: Канікули (2007, російська версія 2008) — Трой Болтон
- Класний мюзикл: Випускний (2008, російська версія 2008) — Трой Болтон
- Альфа й Омега: Ікласта братва (2010) — Хамфрі

## Досягнення
- 1995 — переможець телевізійного конкурсу дитячої пісні «Золотий піночек» (телеканал РТР).
- 1996 — перше місце в конкурсі «Браво Бравісимо» (Італія).
- 1997 — переможець усеросійського конкурсу «Ранкова зірка».
- 2002 — перше місце в міжнародному музичному конкурсі «Нова хвиля 2002» (Латвія) (у складі «Smash!!»).
- 2003 — театральна премія «Чайка» в номінаціях «Прорив року» та «Найкраща сцена кохання» (спектакль «Ромео і Джульєтта»).
- 2003 — премія Муз-ТВ в номінаціях «Відкриття року» та «Найкраще європейське звучання» (у складі «Smash!!»).
- 2003 — премія «Євро-хіт» радіо «Європа плюс» (у складі «Smash!!»).
- 2003 — премії «Золотий грамофон», «Стопудовий хіт», «LOVE RADIO», «Звукова доріжка» (у складі «Smash!!»).
- 2004 — премії «Золотий грамофон», «Стопудовий хіт», «Звукова доріжка» (у складі «Smash!!»).
- 2004 — премія Муз-ТВ у номінації «Найкращий поп-гурт» (у складі «Smash!!»).
- 2004 — премія телеканалу MTV Russia Music Awards у номінації «Найкращий поппроєкт» (у складі «Smash!!»).
- 2005 — премія «Золота бджола» в номінації «Найкращий гурт» (у складі «Smash!!»).
- 2006 — премія телеканалу Муз-ТВ у номінації «Прорив року».
- 2006 — премія телеканалу MTV Russia Music Awards у номінації «Найкращий виконавець».
- 2006 — премія «Золотий грамофон» за пісню «Даже если ты уйдешь».
- 2008 — премія журналу «7 Дней» «Золотая семёрка» в номинации «Самый популярный исполнитель».
- 2008 — премія журналу «Glamour» в номінації «Чоловік року»
- 2008 — премія телеканалу MTV Russia Music Awards в номінації «Артист року».
- 2009 — премія «Бог ефіру».
- 2009 — премія телеканалу Муз-ТВ в номінації «Найкращий виконавець».
- 2009 — 3 місце в номінації «Найкращий чоловік світу» за версією журналу «Yes! Зірки».
- 2011 — премія Муз-ТВ в номінаціях «Найкращий альбом» «Electric Touch»
- 2011 — Fashion People Awards 2011 в номінації «Fashion співак»

### Призи й нагороди в театрі
- 2003 року номіновано на премію «Чайка» за найкращу сцену кохання в спектаклі «Ромео і Джульєтта», а також на театральну премію «Дебют».
- Грудень 2005 р. — отримав 2 театральні премії «Чайка» в номінаціях: «Прорив року» та «Для тих, хто любить якнайгарячіше», за роль Макса в спектаклі «Позичте тенора».
- Березень 2006 р. — отримав премію некомерційного фонду підтримки та розвитку театру Олега Табакова «За сплав музичного дарування з театральною майстерністю» за роль Макса в спектаклі «Позичте тенора».
- У червні 2006 р. отримав премію «Кришталева Турандот» у номінації «Найкращий акторський дебют».

## Санкції
Сергій Лазарев публічно закликає до агресивної війни, виправдовує і визнає законною збройну агресію Росії проти України, доданий до санкційного списку.
6 січня 2023 року доданий до санкційного списку України.

## Чарти
| Рік  | Назва                                                | Чарти | Чарти          | Чарти                | Чарти              | Альбом         |
| Рік  | Назва                                                | RUS   | Moscow Airplay | Sp.Peterburg Airplay | Підсумковий річний | Альбом         |
| ---- | ---------------------------------------------------- | ----- | -------------- | -------------------- | ------------------ | -------------- |
| 2005 | «Eye of the Storm»                                   | 47    | 66             | -                    | 168                | Don't be fake  |
| 2005 | «Lost without Your Love»                             | 6     | 16             | -                    | 39                 | Don't be fake  |
| 2006 | «Даже если ты уйдёшь» («Just Because You Walk Away») | 5     | 16             | -                    | 2                  | Don't be fake  |
| 2006 | «Fake»                                               | 7     | 42             | -                    | 64                 | Don't be fake  |
| 2007 | «Shattered Dreams»                                   | 19    | 27             | -                    | 91                 | TV Show        |
| 2007 | «Everytime» («Вспоминай»)                            | 11    | 21             | -                    | 93                 | TV Show        |
| 2007 | «TV or Radio»                                        | 72    | 190            | -                    | -                  | TV Show        |
| 2008 | «Girlfriend»                                         | 28    | 29             | 20                   | 67                 | TV Show        |
| 2008 | «Almost Sorry» («Зачем придумали любовь»)            | 72    | 123            | -                    | -                  | TV Show        |
| 2008 | Lazerboy (feat. Тимати)                              | 69    | 77             | 43                   | -                  | Electric Touch |
| 2009 | «Stereo»                                             | 18    | 25             | 20                   | 75                 | Electric Touch |
| 2009 | Найди меня                                           | 18    | 14             | 22                   | 105                | Electric Touch |
| 2010 | «Alarm»                                              | 38    | 48             | 45                   | -                  | Electric Touch |
| 2010 | «Feelin' High»                                       | 33    | 27             | 25                   | 167                | Electric Touch |
| 2010 | «Instantly»                                          | 97    | 102            | -                    | -                  | Electric Touch |
| 2011 | «Heartbeat»                                          | 30    | 34             | 34                   | -                  | Electric Touch |

«—» пісня відсутня в чарті